# Châtillon-en-Vendelais
Châtillon-en-Vendelais è un comune francese di 1 736 abitanti situato nel dipartimento dell'Ille-et-Vilaine nella regione della Bretagna.

## Società

### Evoluzione demografica
Abitanti censiti